# Aeroportul Relizane
Aeroportul Relizane (IATA: QZN, ICAO: DAAZ) este un aeroport din Algeria.
Situat la o altitudine de 86 m, aeroportul dispune de o singură pistă.